# Joseph Beti Assomo
Joseph Beti Assomo, né le 17 août 1959 à Ayos dans le département du Nyong-et-Mfoumou (région du Centre), est un administrateur civil principal hors échelle, et homme politique camerounais.
Il est ministre de la Défense depuis le 2 octobre 2015.

## Études
Il fait ses études primaires à l'école principale d'Ayos et ses études secondaires au lycée mixte d'Akonolinga. Il est ensuite admis simultanément à l'École supérieure internationale du journalisme de Yaoundé et à l'École nationale d'administration et de magistrature (ENAM). Il opte finalement pour l'Enam, section administration générale.

## Carrière

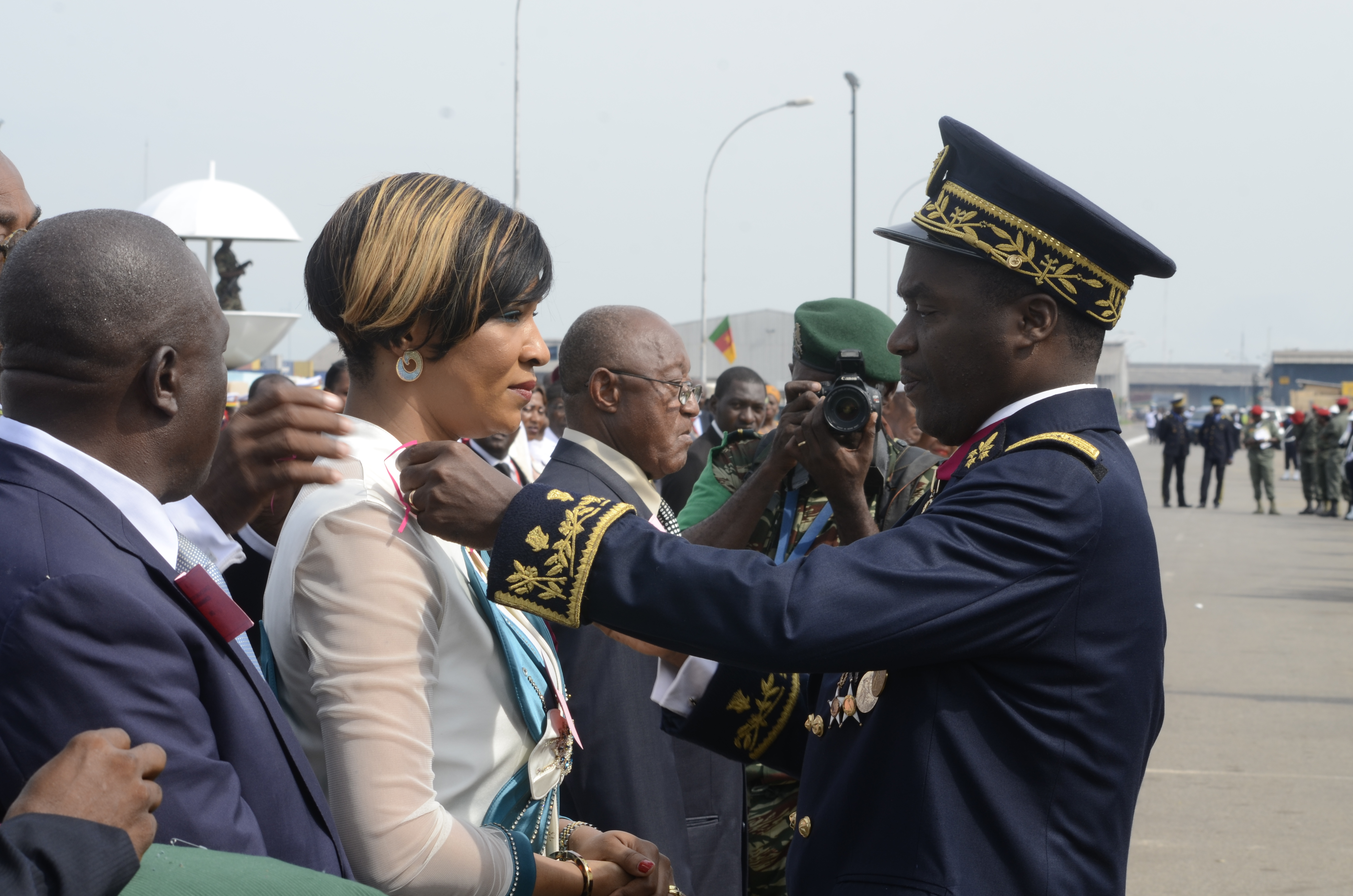
Joseph Beti Assomo, alors gouverneur du littoral, remet une décoration en 2012.

Il commence sa carrière professionnelle en 1983 dans la fonction publique. De 1983 à 1990, il est chef du cabinet du gouverneur de la région du Sud à Ebolowa. Durant la période allant de 1990 à 1998, il est consécutivement sous-préfet de l'arrondissement de Ma'an, sous-préfet de l'arrondissement de Mbankomo et sous-préfet de l'arrondissement de Yaoundé III. Par la suite, il occupe successivement les fonctions de préfet. Durant la période allant de 1998 à 2005, il est préfet du département du Dja-et-Lobo, de 2005 à 2010, il est préfet du département du Mfoundi, et durant la période allant de 2010, jusqu'à son entrée dans le gouvernement, il occupe les fonctions de gouverneur de la région de l'Extrême-Nord et ensuite gouverneur de la région du Littoral.
À l'occasion du remaniement ministériel du 2 octobre 2015, il est nommé ministre de la Défense et succède ainsi à Edgar Alain Mébé Ngo'o.

## Distinctions
Il est marié et père de cinq enfants. Il possède les distinctions nationales suivantes :
- Grand officier de l'ordre de la Valeur
- Officier de l'ordre du Mérite camerounais